# Athous angustulus
Athous angustulus é uma espécie de insetos coleópteros polífagos pertencente à família Elateridae.
A autoridade científica da espécie é Candèze, tendo sido descrita no ano de 1860.
Trata-se de uma espécie presente no território português.